# Halayla
 Halayla Israel no Festival Eurovisão da Canção 1981.
"Halayla" (em alfabeto hebraico: הלילה) (em português: Esta noite) foi o tema escolhido para representar Israel no Festival Eurovisão da Canção 1981, cantado em hebraico pela banda Hakol Over Habibi. O referido tema tinha letra de Shulamit Dor e  Yuval Dor, música de Shuki Levy e orquestrada por Eldad Shrim.
A canção é uma balada dramática, com a cantora descrevendo o que acontecerá entre ela e o seu amante naquela  noite. Os pormenores exatos não são referidos, mas ela canta, por exemplo, que "Nós diremos coisas que não dissemos antes desta noite, esta noite será a noite", implicando uma intimidade que o casal não tinha até aí.
A canção israelita foi a quinta a atuar na noite do evento (depois da canção luxemburguesa cantada por Jean-Claude Pascal e antes da canção dinamarquesa interpretada por Debbie Cameron e Tommy Seebach. No final da votação a canção israelita recebeu 56 pontos e terminou em sétimo lugar (entre 20 países participantes)